# وزارة حقوق الإنسان (اليمن)
وزارة حقوق الإنسان هي أحد وزارات الحكومة اليمنية، وتختص بحقوق الإنسان وانتهاكاتها.

## الوزير
الوزير الحالي هو أحمد عمر عرمان وزير الشؤون القانونية وحقوق الإنسان منذ 18 ديسمبر 2020م.